# Luigi Datome
Luigi "Gigi" Datome (Montebelluna, Italia, 27 de noviembre de 1987) es un exjugador italiano de baloncesto que jugó de forma profesional durante veinte temporadas, dos de ellas en la NBA. Con 2,03 de estatura, su posición era la de alero.

## Trayectoria

### Profesional

#### Inicios en Italia (2003-2013)
[actualizar]

#### NBA (2013-2015)
El 16 de julio de 2013, firma un contrato por dos años y $3,5 millones con los Detroit Pistons de la NBA. Debuta en el primer encuentro de la temporada, el 30 de octubre, ante Washington Wizards, y el 23 de diciembre, consigue su mejor anotación con 13 puntos ante Cleveland Cavaliers.
Durante su segunda temporada, el 14 de enero de 2015, es asignado al filial de la G League, los Grand Rapids Drive, siendo reclamado una semana después por el primer equipo. Pero el 19 de febrero es traspasado, junto a Jonas Jerebko, a Boston Celtics, a cambio de Tayshaun Prince. El 15 de abril, en el último encuentro de la temporada, fue titular y consiguió su mejor marca anotadora en la NBA con 22 puntos, ante Milwaukee Bucks. Además disputó tres encuentros de Playoffs.

#### Turquía (2015-2020)
[actualizar]

#### Regreso a Italia y retirada (2020-2023)
El 30 de junio de 2020 regresa a casa y firma por el Olimpia Milano de la Lega Basket Serie A (LBA).
Después de conseguir dos ligas con Olimpia Milano, siendo MVP de las finales en la última de ellas, el 7 de julio de 2023, anuncia su retirada del baloncesto profesional tras el Mundial de baloncesto de ese año.

### Selección nacional
Con la selección italiana júnior fue bronce el EuroBasket Sub-20 de 2007.
Con Italia ha disputado el Eurobasket 2007 en España, el Eurobasket 2011 en Lituania, el Eurobasket 2013 en Eslovenia, Eurobasket 2015 en Francia, el Eurobasket 2017 en Turquía y el Mundial 2019 en China.
En septiembre de 2022 disputó con el combinado absoluto italiano el EuroBasket 2022, finalizando en séptima posición.
Durante agosto y septiembre de 2023 fue integrante de la selección de Italia que participó en el Mundial de 2023 celebrado en Asia, y que finalizó en octavo lugar. Tras la disputa del partido por el séptimo y octavo puesto en el Mundial, se retiró de la práctica activa del baloncesto.

## Estadísticas de su carrera en la NBA

### Temporada regular
| Año     | Equipo  | PJ | PT | MPP  | %TC  | %3P  | %TL   | RPP | APP | ROB | TPP | PPP |
| ------- | ------- | -- | -- | ---- | ---- | ---- | ----- | --- | --- | --- | --- | --- |
| 2013-14 | Detroit | 34 | 0  | 7.0  | .351 | .179 | .800  | 1.4 | .3  | .2  | .0  | 2.4 |
| 2014-15 | Detroit | 3  | 0  | 5.7  | .417 | .250 | .000  | 1.3 | .7  | .3  | .0  | 3.7 |
| 2014-15 | Boston  | 18 | 1  | 10.7 | .494 | .472 | 1.000 | 1.4 | .4  | .1  | .4  | 5.2 |
| Total   | Total   | 55 | 1  | 8.1  | .414 | .361 | .818  | 1.4 | .4  | .1  | .1  | 3.4 |

### Playoffs
| Año   | Equipo | PJ | PT | MPP | %TC  | %3P  | %TL  | RPP | APP | ROB | TPP | PPP |
| ----- | ------ | -- | -- | --- | ---- | ---- | ---- | --- | --- | --- | --- | --- |
| 2015  | Boston | 3  | 0  | 4.7 | .333 | .000 | .000 | .3  | .3  | .0  | .0  | 1.3 |
| Total | Total  | 3  | 0  | 4.7 | .333 | .000 | .000 | .3  | .3  | .0  | .0  | 1.3 |